# Каменный (Кемеровская область)
Ка́менный — посёлок в Крапивинском районе Кемеровской области. Входит в состав Крапивинского сельского поселения.

## География
Центральная часть населённого пункта расположена на высоте 186 м над уровнем моря.

## Население
| 2010 |
| ---- |
| 493  |

### Половой состав
По данным Всероссийской переписи населения 2010 года, в посёлке Каменный проживало 493 человека (243 мужчины, 250 женщин).